# Càntera (recipient)

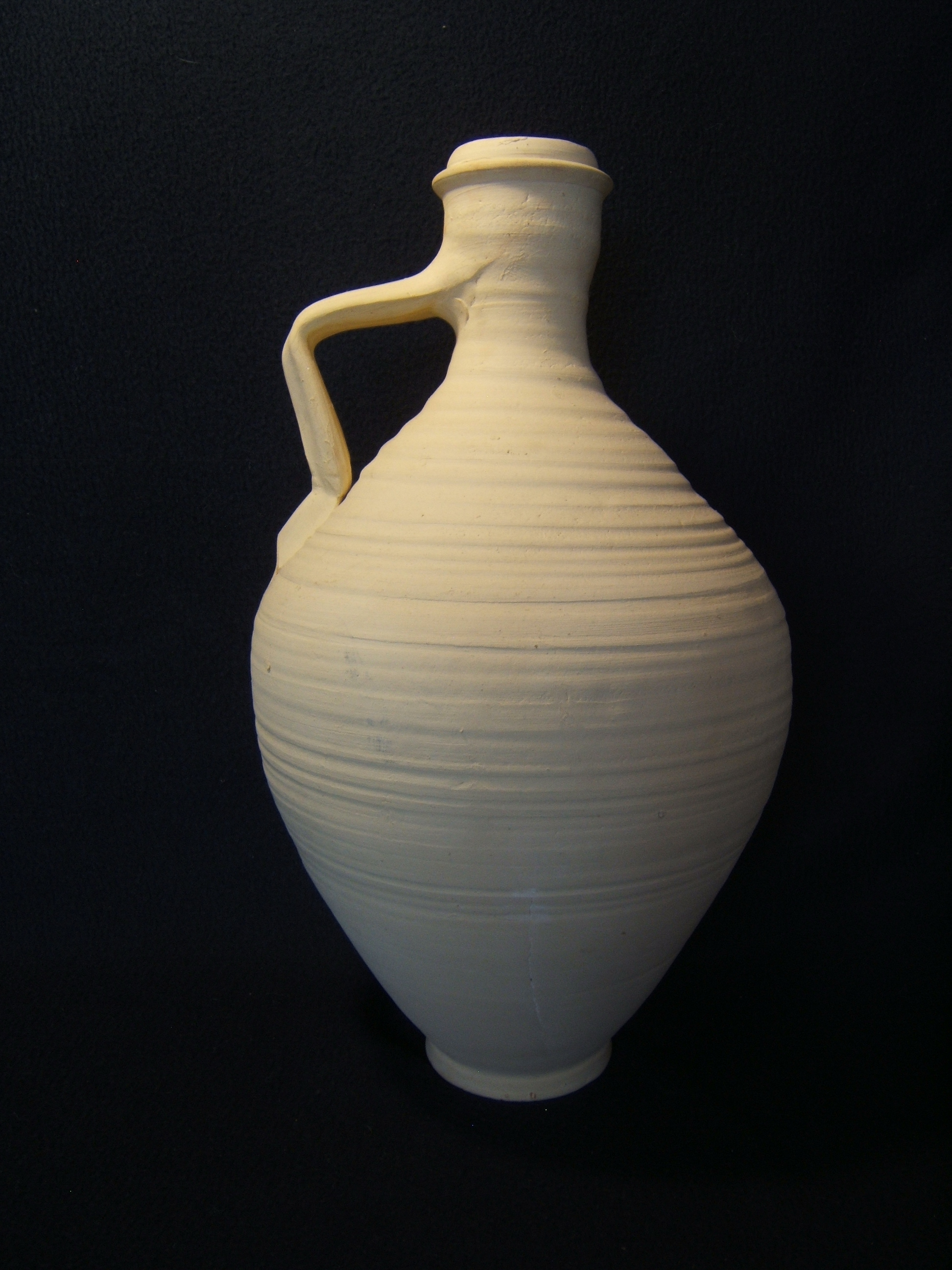
Càntera de La Rambla (Còrdova)

Una càntera és un recipient o atuell fet de fang o d'algun metall o un altre material impermeable, que serveix per a guardar, conservar i transportar líquids. De forma ovoidal, amb la boca i la base de suport més estretes, pot disposar d'una o més anses. Es fabrica en diferents grandàries, i la més gran—d'uns deu litres— serveix com a mesura.
Càntera és la feminització, augmentativa, de cànter, terme d'origen grec, «κάνθαρος», passat al llatí com a «canthăru», gerro. Ha estat un objecte tradicional i en certa manera emblemàtic de la cultura i la terrisseria de l'aigua, amb abundantísima documentació arqueològica. Hi ha notícia de la seva existència d'ençà dels primitius textos hebreus, de l'Antic Testament (passatges dedicats a Gedeó, Moisès o Rebeca i Eliezer); presència que continua en el Nou Testament, en històries com la de la dona samaritana que dona a beure a Crist o en les noces de Canà. Continua, després, a aparèixer en la literatura romana, així com en els textos filosòfics i místics d'Al-Ándalus, especialment en la poesia àrab en els regnes de taifes.
La seva utilitat i ús als països de la societat de consum gairebé han desaparegut, fent-ne en un objecte d'interès etnogràfic i una peça de col·leccionisme.

## Origen i formes

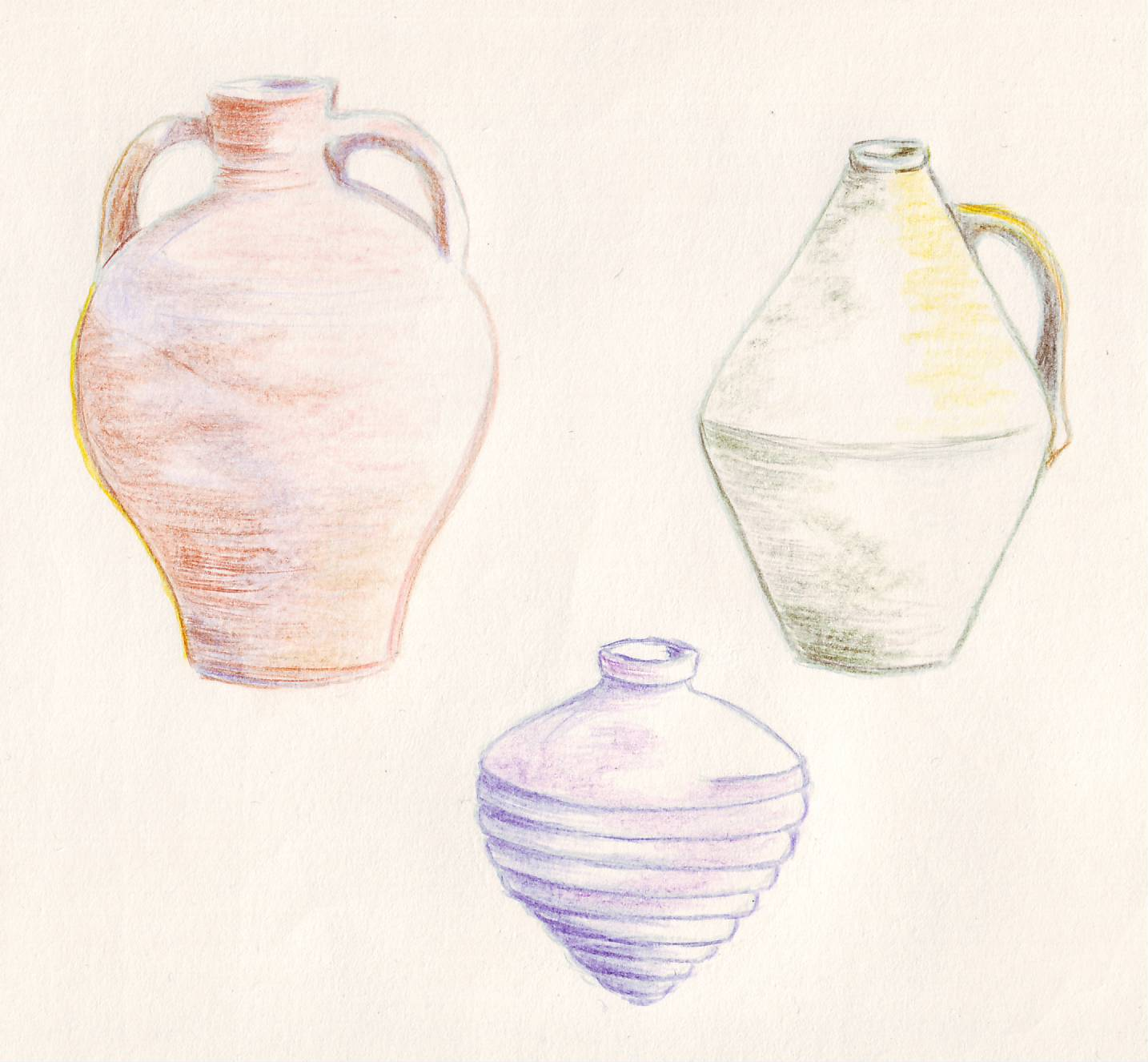
Cànteres de Lleida, Miranda (Astúries) i Sestrica (Saragossa).

El model etimològic de referència, el "kantharos" grec, era una gran copa amb anses i base estilitzada, d'ús comunal en menjars, festes i rituals. Un altre clar precedent preromà de la càntera va ser l'atuell gairebé esfèric de passat neolític (amb exemples mediterranis en la ceràmica cardial i americans en el aríbalo incaic); i un tercer model serien els atuells bitroncocònics (com una central tèrmica al revés) presents fins al primer Mil·lenni a.C. D'aquestes formes primitives va evolucionar la càntera aiguadera, mantenint o barrejant els tres models bàsics: l'ovoide (com un ou amb anses embocat per un dels seus extrems), el globular (més rodó), i el fusiforme (més estilitzat, com un peix).
La forma més estesa és l'ou capgirat amb altes espatlles on recolzen les ans: els models més 'amples de malucs' són habituals a la Meseta ibèrica, la Vall de l'Ebre, Extremadura, Andalusia Occidental i el sud de Portugal. I les cànteres ovoides més esveltes, en tot el "Llevant espanyol", de Catalunya a Jaén i Granada, compreses les Balears.
De la forma globular, potser la més primitiva, en resta exemples entre les olas gallegues, els toneles asturians i les tallas i bernegales canàries.
Per la seva banda, els millors exemples de cànteres fusiformes són a l'Aragó (Sestrica, Jarque, Daroca), i peces derivades de les terrisseries desaparegudes de Guadalajara i d'alguns focus conquesos.
Peces de terrissa de la família de les cànteres: càntir, cantarilla i canterell o cantiret, cantarica i cantarico, cantarellet (versió infantil -joguina de fang- del càntir fragatí)...

### Geografia de la càntera a Espanya

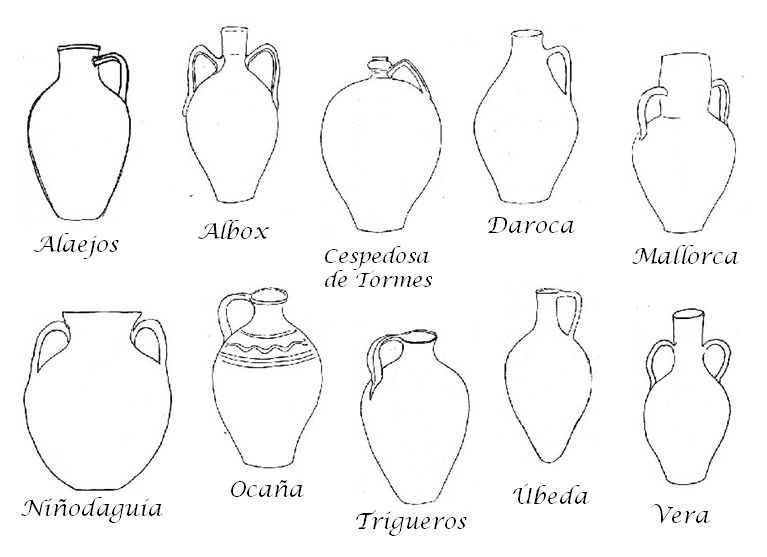
Cànteres espanyoles (siluetes).

Llorens Artigas, en els seus estudis sobre ceràmica popular espanyola, enumera una relació geogràfica de les més distingides: Alaejos, Albox, Rierol de la Llum, Calanda, Cantalapiedra, Cespedosa de Tormes, Daroca, Figueras, Fraga, Guadix, Jiménez de Jamuz, Mota del Corb, Magallón, Mallorca, Miravet, Moure-us, Nijar, Niñodaguía (Orense), Ocaña, Olivenza, Priego, Tamames, Tamarite de Llitera, Totana, Traiguera, Trigueros, Úbeda, Vera i Villafranca dels Cavallers.
Al seu torn, les varietats regionals són molt nombroses. N'és un exemple la llista dels diferents tipus de cànteres fabricades a l'Aragó: Alforjero, de aguador, de arrope, blanco -o cántara de reja-, de boca ancha (o de vino), grande de Jarque, de raya, de chorro y boca (Ateca), i la de Sestrica, feta a mà.

## Càntirs americans

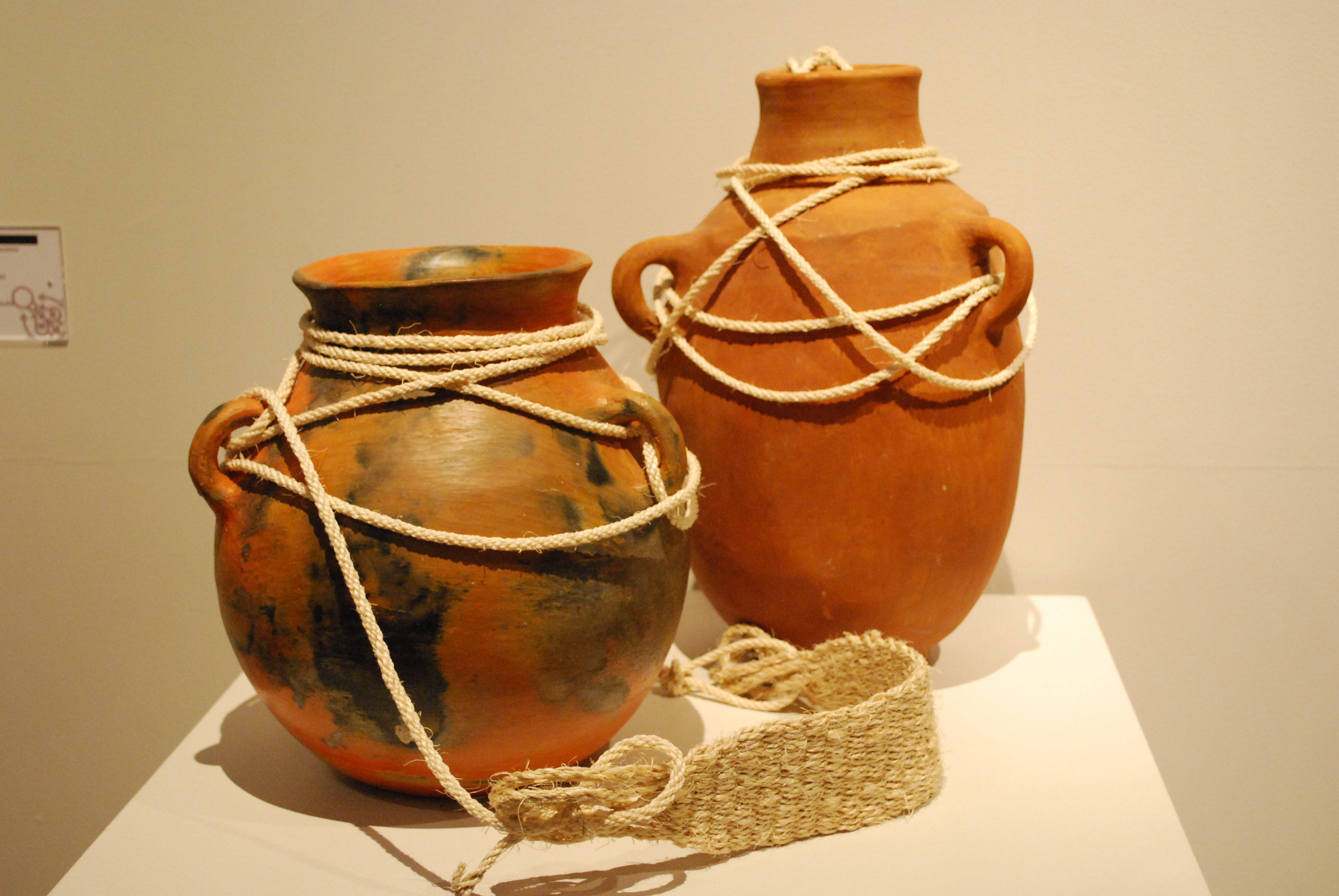
Terrisseria mexicana.

En la vasta cultura terrisaire dels pobles natius americans (nord, meso i sud-americans), hi ha una rica varietat de models de cànteres:
- El aríbalo de la ceràmica incaica.
- La múcura precolombina, estesa de Colòmbia al Carib.
- La terrisseria dels pobles anasazi, en el que avui és Colorado, Utah, Arizona i Nou Mèxic.
- La terrisseria Lenca, en territoris d'Hondures i El Salvador.[nota 6]
- La ceràmica pipil, ceràmica Ataronjat Delgado, i ceràmica Ataronjada San Martín, a Mèxic.
- La ceràmica andina dels huari, els chancay i la cultura Lima, al Perú i els llolleo, a Xile.[nota 7]

## La càntera en el llenguatge, la literatura i les tradicions

### En la llengua catalana i els seus usos
- En la família lingüística de la càntera hi ha: la canterera o cantirera, moble o post amb forats rodons, que està posada horitzontalment i serveix per a sostenir les cànteres, càntirs o gerres; la cantareria i el canterer o cantirer, referents a l'especialitat de l'ofici de terrisser que fa o ven cànteres, càntirs o peces de terrisseria d'aigua.[11]

- També abunden les dites, expressions populars i refranys: "ploure a bots i barrals" (per una pluja abundant); "Tantes vegades va el cànter a la font, que arriba que es trenca" (sobre els perills de la reincidència); "ànima de càntir" (persona curta d'enteniment, ingènua o pusil·lànime; "Anar com un raig de càntir" (tenir diarrea); "Anar a raig de càntir" (anar molt bé, sense dificultats); "Deixar-les anar a raig de càntir" o "Parlar per boca de cànter" (enraonar molt, sense mirament, desbaratat, sense saber què es diu).

A Astúries: "que dé la piedra n'cantaru o el cántaru na piedra, el cántaru se quiebra" (una reflexió rural sobre la fragilitat); també és asturiana la tradició màgica que consistia a dipositar en una càntera els noms de les mosses i els mossos i casar-los segons s'anaven traient les paperetes (dels que restaven a la fi al final sense casar es deia que "quedaron en cántaro"). Una de les tradicions més esteses a Espanya era el cántaro de novia, peça decorada que els homes oferien a les seves promeses (una vegada fet públic el compromís) i que elles usaven fins al dia de les noces, guardant-lo després amb la resta de l'aixovar.
- La càntera, com altres atuells antropomòrfics, entra en la iconogràfica del simbolisme femení, arribant a representar a la Gran Mare com a receptacle de vida. Huizinga relacionava la iconografia mariana medieval amb la forma de l'atuell emprada a Holanda per a beure. El càntir trencat, símbol de la pèrdua de la virginitat en diverses cultures, és ritu nupcial entre el poble gitano.[14] Les cobles i seguidilles populars recullen tota aquesta simbologia poètica.[15]

- Com a imatge-símbol, la càntera ha estat utilitzada també en heràldica. En l'escut de Alhabia, Almeria, apareix una càntera d'or en sinople; i en el municipi mexicà de Mier, dues cànteres en el seu escut fan al·lusió a l'antic nom de la població: "Paso del cántaro". Per la seva banda, l'escut de la localitat de Bailén mostra una càntera foradada, en record de la llegenda de María Bellido durant la batalla de Bailén. En un estudi de 2007, Valero de Bernabé cataloga vint cognoms espanyols amb cànteres en el seu escut heràldic.[16]